# زرادشت
زرادشت (بالأفستية: Zaraϑuštra) هو رجل دين فارسي، يعد مؤسس الديانة الزرادشتية، وقد عاش في مناطق أذربيجان وكردستان وإيران الحالية، وظلت تعاليمه وديانته هي المنتشرة في مناطق واسعة من وسط آسيا إلى موطنه الأصلي إيران حتى ظهور الإسلام.

## اسمه
اسمه زرادشت في اللغة العربية، وسماه ابن النديم في الفهرست: زرادشت بن اسبتمان ، وفي الإنجليزية: Zoroaster، وفي لغته الأصلية الأفستائية هو زاراوسترا  وفي الفارسية: زراتُشت. وفي الكردية زردشت بياض الأصل[بحاجة لمصدر] وفي اليونانية زورواستراس Ζωροάστρης ، وقد ذكره زانثوس في كتاب ليدياكا وأفلاطون في كتاب ألكيبيادس الأولى، وتطور في التهجئة اليونانية حتى توصل إلى زورواستريس Zōroastris.
توجد تفسيرات كثيرة ومختلفة للاسم، إلا أن من المتفق عليه أن مقطع «أوسترا» في الاسم الأصلي يعني: جَمَل، ويذهب بعض المؤرخين إلى أن اسمه مركب من كلمتين معناها «معاكس الجمل» لأنه كان في صباه يعبث بالجمال ، ويذهب البعض إلى أن اسمه يعني «ذهب الصحراء» ، ويرى البعض أن الاسم يعني: قيادة الجمل، وهذا على أساس مقطع «زارس» في الأفستية والذي يعني: سَحَبَ ، أو معناه: الجمل الأصفر، وهذا بالموازاة مع المقطع «زايري» ، أو بالارتباط مع السنسكريتية الفيدية في مقطع «هار» والذي يعني «حَبَّ» فيكون المعنى: «شوق للجِمَال» أو «رغبة في الجِمَال» ، والبعض يقول أن الأسم أتى من القرية التي كان يعيش فيها زرادشت وهي قرية أتروباتن ومنها يمكننا العثور على كلمة «أثار» والتي تعني النار، فالكاهن وقتها كان يُعرف باسم «أثارفان» أو «حارس النار».
في اللغة الإيرانية الآسيوية الحديثة «زرتشت»، وكانت تسبق اسمه كلمة «أشو» أي الطاهر النقي. وتتألف كلمة زرادشت من كلمتين: «زرت + اوشتره» أي الذهب + الجمال، لذلك ذهب بعض المستشرقين إلى تسميته صاحب الجِمال الذهبية، وبعضهم فسر اشتره بمعنى النور والضياء، فيصبح اسمه ذا النور والضياء الذهبي أو«الهالة الربانية».

## مولده وطفولته
وُلد زرادشت في أذربيجان في غرب آسيا، وكان اسم والده «بوروزهازيو» ووالدته «دوغدما» وهما من قبيلة «سبيتاما»، وحسب الكتابات الزرادشتية التي تتحدث عن معجزة ميلاد زرادشت، فإن والد زرادشت كان يرعى في الحقل ثم ظهر له شبحان وأعطياه غصنًا من نبات الهوما المقدس و أمراه أن يقدمه لزوجته، فقام بمزج الغصن مع النبات وشربه هو وزوجته، فحملت زوجته بعد شهور وحلُمت بسحابة سوداء أحاطت بيتها وانتزعت طفلها من رحمها وأرادت قتله، ثم صرخت الأم وجاء شعاع من السماء مزق السحابة فاختفت، وظهر من الشعاع شاب يشع بالنور وأعاد الطفل إلى أمه ونبأها بأنه سيكون نبي، وحينما ولد الطفل لم يبكِ مثل الأطفال بل ضحك بصوت عال اهتز له البيت الذي كان مليئًا بالنور الإلهي وهربت الأرواح الشريرة.
وهناك الكثير من الأساطير التي تتحدث عما حدث بعد ميلاده، منها أن كبير سحرة إيران «دورسروه» ونائب الملك في المقاطعة سمعا بميلاد النبي الذي سيقضي على السحر والوثنية، فأرسل كبير السحرة ثلاثة سحرة ليحضروا زرادشت له إلى معبد النار، وعندما جاءوا بالطفل وضعوه في النار، وعندما عادت والدة الطفل إلى المنزل لم تجده فذهبت إلى معبد النار لتدعو الآلهة أن تردَّه، وعندما ذهبت الأم وجدت ابنها يعبث داخل النار ويلهو فأخذته، وقام كبير السحرة بتدبير مكيدة أخرى، فأمر السحرة بإحضار الطفل مرة أخرى ووضعه في وسط طريق يمر به قطيع كبير من الماشية، ولكن حينما مر القطيع جاءت أول بقرة وقامت بحماية الطفل من بقية القطيع، وعندما جاءت والدته رأته يلهو على الطريق أخذته للمنزل، وفكر كبيرة السحرة بمؤامرة أخرى، فأخذ الطفل ووضعه في جحر ذئاب، إلا أن الذئاب حينما عادت لجحرها سكنت في مكانها وعجزت عن التحرك، وظهرت عنزتان في الجحر وأرضعتا الطفل 

## حياته

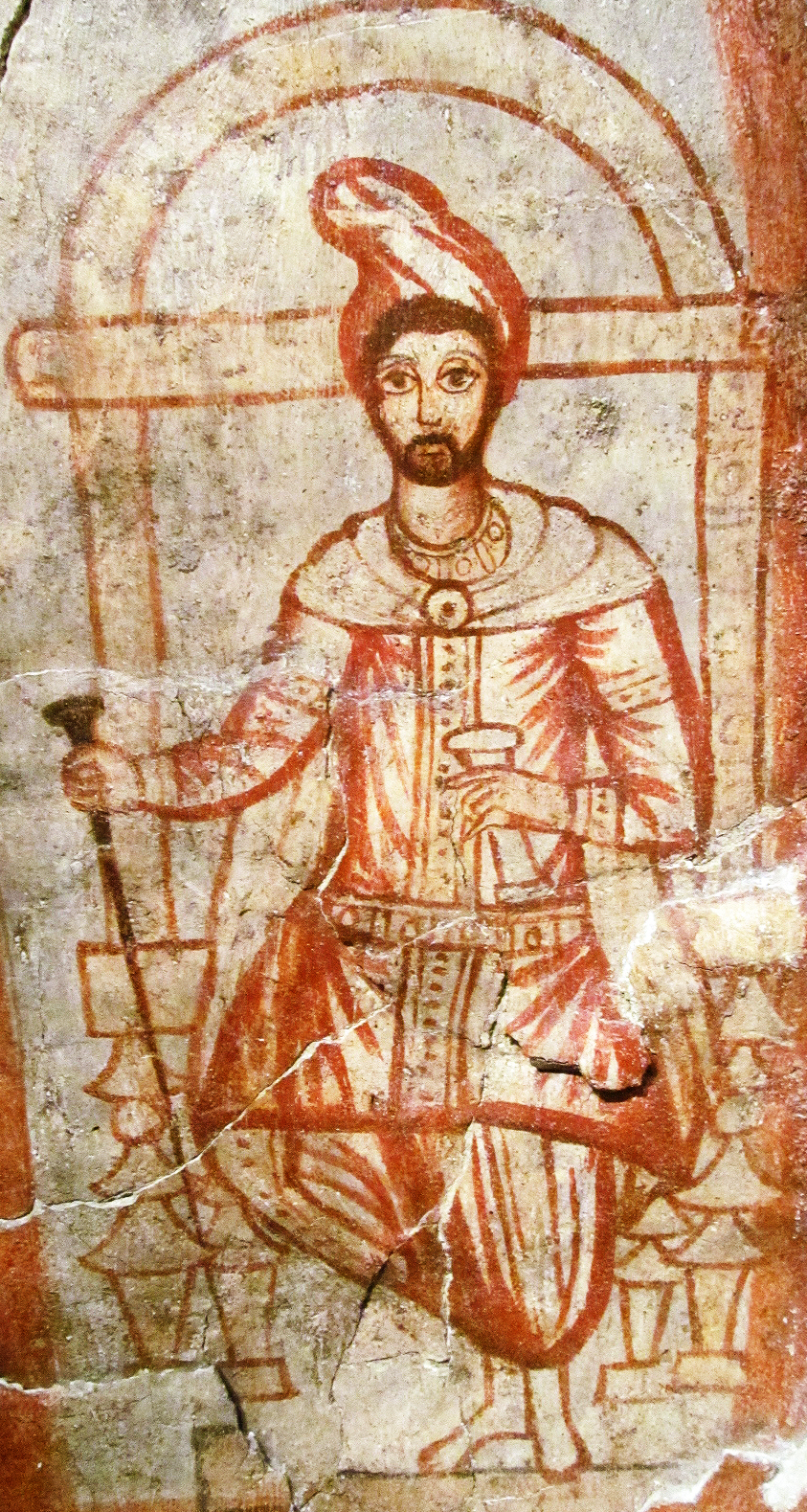
تصوير مثرائي لزرادشت يعود إلى القرن الثالث، وجد في دورا أوربوس، سوريا

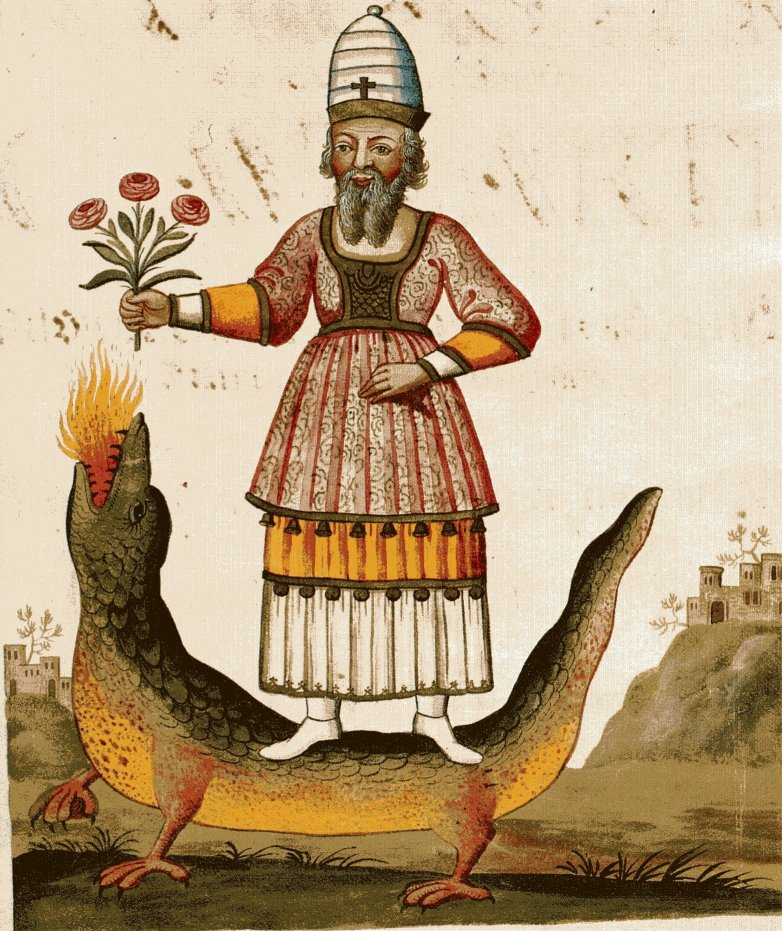
تصوير لزرادشت في مخطوطة نشرت في ألمانيا تعود إلى القرن السابع عشر

وفقًا للكتابات الزرادشتية، فعندما بلغ زرادشت سن السابعة ذهب ليدرس مع حكيم اسمه «بورزين كوروس»، وظل يدرس معه ثمانية سنين، درس معه العقيدة والزراعة وتربية المواشي وعلاج المرضى، ثم عادَ إلى بلده وارتدى القميص المقدس ولبس الحزام، وهذا كله رمز لتعميده في عقيدة شعبه، وهو في هذه السن غزا التورانيون إيران من الإقليم المجاور، فتطوع زرادشت للذهاب لميدان القتال للمساعدة في معالجة جرحى الحرب، وبعد الحرب انتشرت المجاعة في إيران واشتد المرض، فتطوع زرادشت لخدمة المرضى والمحتاجين، وظل يعمل تطوعيًا لمدة خمسة سنين، ثم عاد إلى منزله وطلب منه أبوه أن يترك عمله التطوعي وأن يتزوج، فتزوج امرأة اسمها «هافويه» أنجبت له بنتًا وولدين، وواصل عمله التطوعي لمدة عشرة سنين أخرى ، ثم بدأت الأسئلة الروحية تدور في ذهنه وبدأ يتسائل عن الخير والشر، وتمنى أنه لو يستطيع أن يحقق السعادة للناس كلهم، ويوجد خلاف حول سنة نزول الوحي على زرادشت، فالبعض يقول أنه كان في العشرين من عمره ، والبعض يقول أنه كان في الثلاثين من عمره ، والبعض يقول أنه كان في الأربعين 
ورد اسمه في النصوص الأفستية «زرئوشتره»، ويقال أن ظهوره كان في القرن العاشر أوالتاسع قبل الميلاد في بعض الآراء، وفي القرن السادس أوالخامس قبل الميلاد في بعض الآراء الأخرى، ولد في أذربيجان، ثم انتقل إلى فلسطين، واستمع إلى بعض أنبياء بني إسرائيل من تلاميذ النبي إرميا، ثم رجع إلى أذربيجان، ولم تطمئن نفسه إلى اليهودية، وقد حيكت حوله قصص وحكايات اختلط فيها الواقع مع الخيال والإمكان مع الإعجاز، تشكل ترسيمة عن حياة تبدأ بالنبوءة التي تعلق أن ثوراً تكلم وتنبأ بميلاد منقذ، وتنتهي بموت قدسي في أحد المعابد أمام النار في طبلخ فقد قتل عن 77سنة من قبل الطوراني «براتغاركش». وله كتاب هو«الأمينستا» وشرحه «الزندافستا»، يقسم العالم قسمين، الروحي والجسمي والخلق إلى التقدير والفعل، والوجود إلى النور والظلمة، والموجودات من النور والظلمة معاً، أو من الخير والشر، والعالم صراع دائم بين القوتين المتضادتين، الخير ويمثله إله النور «أهورامازدا» والشر ويمثله إله «اهرمِان» الذي ينتهي بانتصار إله النور في آخر الزمان، ولذلك تسمى الزردادشتية أحياناً باسم المازدية Mazdaism وأطلق عليها الإسلاميون اسم المجوسية، والمجوسية اسم ديانة عبدة النار، وكان زرادشت قد اعتنق عبادة النار أيضاً.
زردشت، الأب المؤسس للزرادشتية، عاش في هضاب آسيا الوسطى في شمال وشرق إيران منذ 628 حتى 551 قبل الميلاد (بالرغم من أن بعض الباحثين يقترحون انه عاش بين 1400 و1200 قبل الميلاد). نمط اساسي من تعليماته، والتي انتقلت عبر الأجيال هي 17 ارجوزة، والتي تقول بأن على كل شخص أن يختار لنفسه ما بين قوى الخير وقوى الشر. قلة من صور بقيت لنبي آسيا الوسطى - الرسمة الجدارية التي ترجع للقرن الثالث للميلاد- والتي اكتشفت في دور اوربوس «الصالحية»، وهي موقع متقدم للإمبراطورية البارثية.
الذي يؤكده المؤرخون انه ولد في منطقة صحراء توركمان (تركمانستان حالياً) في شمال شرق إيران.. وبعض المؤرخين يقولون انه من أصول الأوغوزية وقسم يقول ان أُم والده آذرية. وينسب الآذريون زرادشت أليهم ويستدلون بذلك في قصة تخت سليمان ومكان تخت سليمان الموجود في آذربيجان ولكن هذا الدليل غير قوي.. نعم الديانة الزردشتية كانت منتشرة في آسيا الوسطى وأفغانستان وإيران وشمال العراق وحتى سوريا وأكبر دليل على صحة ذلك هو مكان ولادة زردشت في صحراء توركمان..
زرادشت الناسك
استأذن زرادشت زوجته هافويه في أن يعيش بعيدًا عنها ناسكًا لفترة يفكر في الشر والخير، وانطلق إلى جبل «سابلان»، وعزم ألا يعود لبيته حتى يكتسب الحكمة، وظل هناك وحيدًا يفكر لشهور لعله يجد تفسيرًا للخير والشر، غير أنه لم يهتدِ لشيء، وذات يوم تأمل في غروب الشمس وحلول الظلام بعد النور، وحاول أن يكتشف الحكمة من ذلك، ورأى أن اليوم يتكون من ليل ونهار، نور وظلام، والعالم أيضا يتكون من خير وشر؛ لذلك فالخير لا يمكن أن يصبح شرًا، والشر لا يمكن أن يصبح خيرًا، وإن الكهنة والسحرة الذين يعبدون الأوثان والأصنام لا بد أن يكونوا على خطأ؛ لأن معتقداتهم كانت أن الآلهة والأوثان التي يعبدونها هي آلهة الشر، وأنهم يتقربون إليها اتقاء لشرها ودفعًا له، وهم كذلك يتقربون إلى إله الشر ليصنع لهم الخير.
ورأى أن تاريخ العالم يتمثل في الصراع بين الخير الذي يمثله الإله «أهورامزدا»، والشر الذي يمثله الإله «أهرمان»، وأهورامزدا لا يمكن أن يكون مسؤولا عن الشر؛ لأن الشر جوهرٌ، مثله مثل الخير، وأن هاتين القوتين وجهان للموجود الأول الواحد؛ لذلك لا بد أن يكون بعد الموت حياة أخرى، بعدما ينتصر الإله الأوحد على الشر، عندئذ يُبعث الموتى، ويحيا الناس مرة أخرى، وتنطلق الأرواح الخيرة إلى الجنة، أما روح الشر وأتباعها من الخبثاء فيحترقون في المعدن الملتهب.. عندها يبدأ العالم السعيد الخير الذي لا شر فيه ويدوم سرمديًا.
وظل زرادشت على جبل سبلان يستوضح أفكاره، التي تخرج في بطء شديد كأنها ولادة متعثرة، وتزعم الأساطير أنه وهو واقف على الجبل رأى نورًا يسطع فوقه، وإذا به «فاهومانا» كبير الملائكة، قد جاء ليقود زرادشت إلى السماء ليحظى بشرف لقاء الرب، ويستمع إلى تكليفه بأمر النبوة، فصدع بالأمر، ثم قال بعدها: سأنزل إلى الناس، وأقود شعبي باسم أهورامزدا من الظلام إلى النور، ومن الشقاء إلى السعادة، ومن الشر إلى الخير.

### بدء الدعوة
قرر زرادشت أن يدعو قومه إلى تعاليمه والإيمان بها، واستمر في دعوتهم عشر سنوات، لقي فيها عنتًا واضطهادًا، ولم يؤمن به أحد، وتخلت عنه عشيرته وأسرته، بل طرد من بلده، فتنقل بين البلاد والأقاليم، إلا أن الناس تجنبوه، وأغلقوا دونه الأبواب؛ لأنه رجل يسب الدين والكهنة، فتطرق اليأس إلى قلبه. وتزعم الأساطير أن أهورامزدا ظهر له، وأن الملائكة لقنته أصول الحكمة، وحقيقة النار المقدسة، وكثيرًا من الأسرار؛ فبدأت سحابة اليأس المظلمة تنقشع عن قلبه بعدما آمن به ابن عمه «ميتوماه» الذي نصحه أن يدعو المتعلمين من قومه إلى تعاليمه؛ لأن تعاليمه الجديدة صعبة على فهم الناس غير المتعلمين.
استرعت نصيحة ميتوماه زرادشت، وعزم أن يبدأ بالمتعلمين لدعوته، وعلى رأسهم الملك «كاشتاسب» وزوجته؛ لذا انطلق إلى مقر إقامة الملك، وشرح له دعوته الجديدة، ودعاه إلى الإيمان بها، وعقد الملك مناظرات بين زرادشت من جانب والكهنة والسحرة من جانب آخر، واستمرت المناظرات لمدة ثلاثة أيام، أجاب فيها زرادشت عن جميع أسئلتهم بعدما أخذ العهد والميثاق من الملك أن يتبع تعاليمه، ويتخلى عن عبادة الأصنام إذا انتصر على هؤلاء الكهنة، ولما تحقق نصر زرادشت عليهم قال الملك: «إنما هو نبي من عند إله حكيم»، فآمن به، وانتشرت ديانة زرادشت في إيران، وأقبلت جموع الناس على زرادشت للإيمان بهذا الدين الجديد، فملأت السعادة نفسه؛ لأنه انتصر على الأصنام والأوثان.
لكن بعد فترة تآمر الكهنة عليه ودبروا له مكيدة انتهت بأن أصدر الملك كاشتاسب أمرًا بالقبض على زرادشت وإلقائه في السجن، وأمر الناس أن يعودوا إلى عبادة الآباء والأجداد، ونفض عنه الإيمان بأهورامزدا. وتصادف في ذلك الوقت إصابة جواد الملك بمرض عضال عجز الأطباء عن علاجه، ولم تنفع دعوات الكهنة للآلهة في شفائه، وعلم زرادشت بالأمر، فأرسل إلى الملك أنه يستطيع شفاء الجواد شرط أن يعود الملك إلى تعاليمه التي هجرها، أي التعاليم الزرادشتية، ويوحي جواد الملك بالسيادة والإيمان به ووافق الملك على ذلك، وشُفي الجواد، وصدر الأمر بالإفراج عن زرادشت، وعاد الملك إلى تعاليمه وآمنت المملكة به، وازداد إيمان الملك عندما رأى كثيرًا من المعجزات تتحقق على يد زرادشت، الذي أصبح كبير كهنة الملك في بلاد بلخ بإيران.
ويقول الزرادشيتون: "إن كاشتاسب أمر بذبح اثنتي عشرة ألف بقرة، دُبغت جلودها، ورُبطت بخيوط الذهب الخالص، وكُتب عليها بحروف من الذهب جميع تعاليم زرادشت، التي عرفت باسم "الآفيستا"، ويزعمون أن الإسكندر الأكبر أحرقها عندما فتح فارس عام 330 ق.م، وأن بقايا الأفيستا جمعت بعد ذلك، وتمت ترجمتها إلى اللغة الفارسية، كما أن أقدم مخطوط لهذا الكتاب يعود إلى سنة 1258 ميلادية.
وكان لزرادشت ابنة صغيرة جميلة عاقلة تسمى «بوروكيستا» نالت إعجاب الأسرة المالكة، أعجب بها رئيس الوزراء وتزوجها، وبذلك دعم الرجل مركزه الديني بمصاهرة سياسية، ثم تشجع وحضّ الملك على أن ينشر تعاليم أهورامزدا في كل مكان؛ لذلك أرسل الرسل إلى الممالك والأقاليم المجاورة للدعوة إلى الأفيستا، ووصلت هذه التعاليم إلى جميع أنحاء إيران وإلى اليونان والهند.

## النقد
تشير الموسوعة الإيرانية إلى أن قصص حياة زرادشت قد حُرِّفَت من خلال نقل قصص من المسيحية واليهودية ونسبتها إليه، لكن أكثر الاقتباسات كانت من الإسلام بعد دخول المسلمين إلى بلاد فارس، حيث كانت وسيلة لرجال الدين الزرادشتيين لتقوية دينهم.
وذكر المستشرق آرثر كريستنسن في كتابه «إيران في العصر الساساني» أن المصادر التي تعود إلى عصر الدولة الساسانية باللغة الفارسية القديمة والتي تشير إلى المذهب الزرادشتي لا تتطابق مع المصادر التي ظهرت بعد انهيار الدولة الساسانية. الدولة كالمصدر البهلوي وغيره. والسبب هو أنه بسبب سقوط الدولة الساسانية حاول رجال الدين الزرادشتيين إنقاذ دينهم من الاندثار من خلال تعديله ليشبه دين المسلمين ليبقى أتباعه على الديانة الزرادشتية

## معرض صور

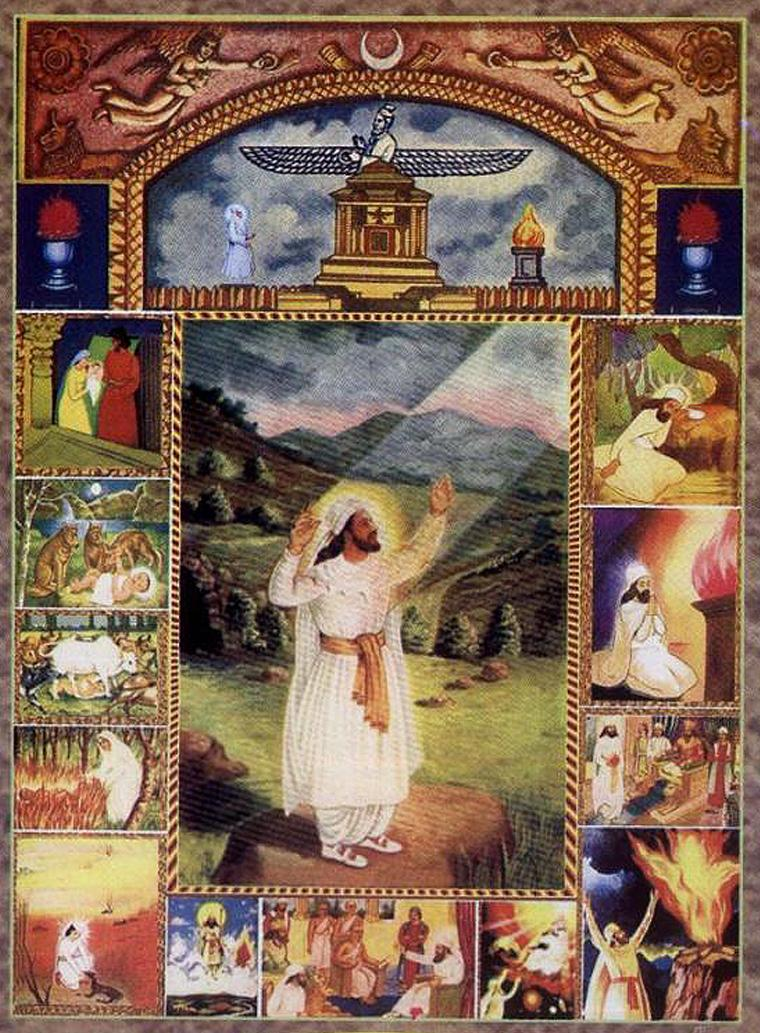
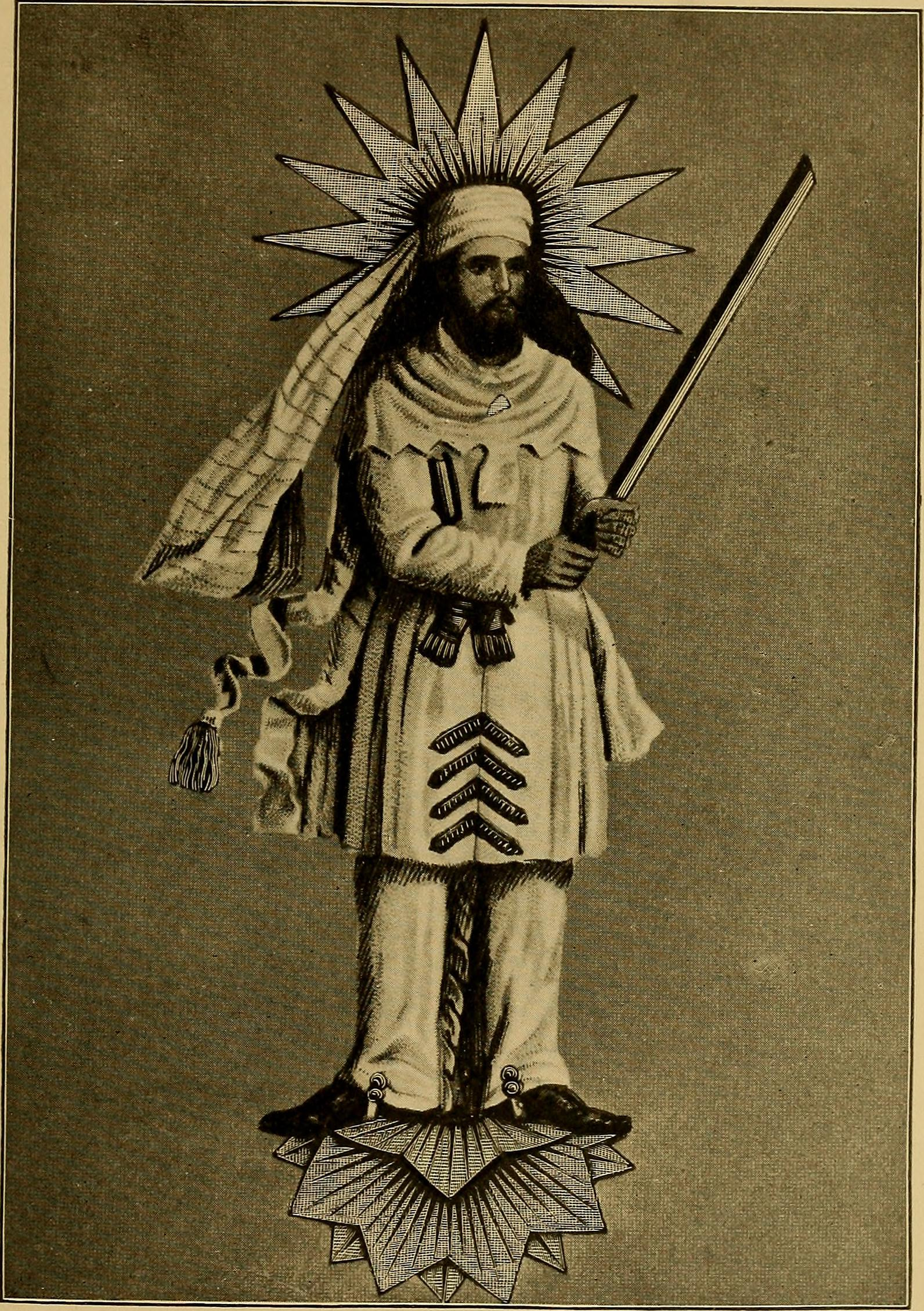

## قراءات موسعة
- زرادشت الحكيم؛ نبي قدامى الإيرانيين. حامد عبد القادر، حلب: مركز الإنماء الحضاري، الطبعة الأولى 2006.
- زرادشت والزرادشتية - د. الشفيع الماحي أحمد. حوليات الآداب والعلوم الاجتماعية - الحولية الحادية والعشرون (1422 هـ - 2001 م)